# Catamixis
Catamixis é um género botânico pertencente à família Asteraceae.